# Cyclopogon
Cyclopogon är ett släkte av orkidéer. Cyclopogon ingår i familjen orkidéer.

## Bildgalleri

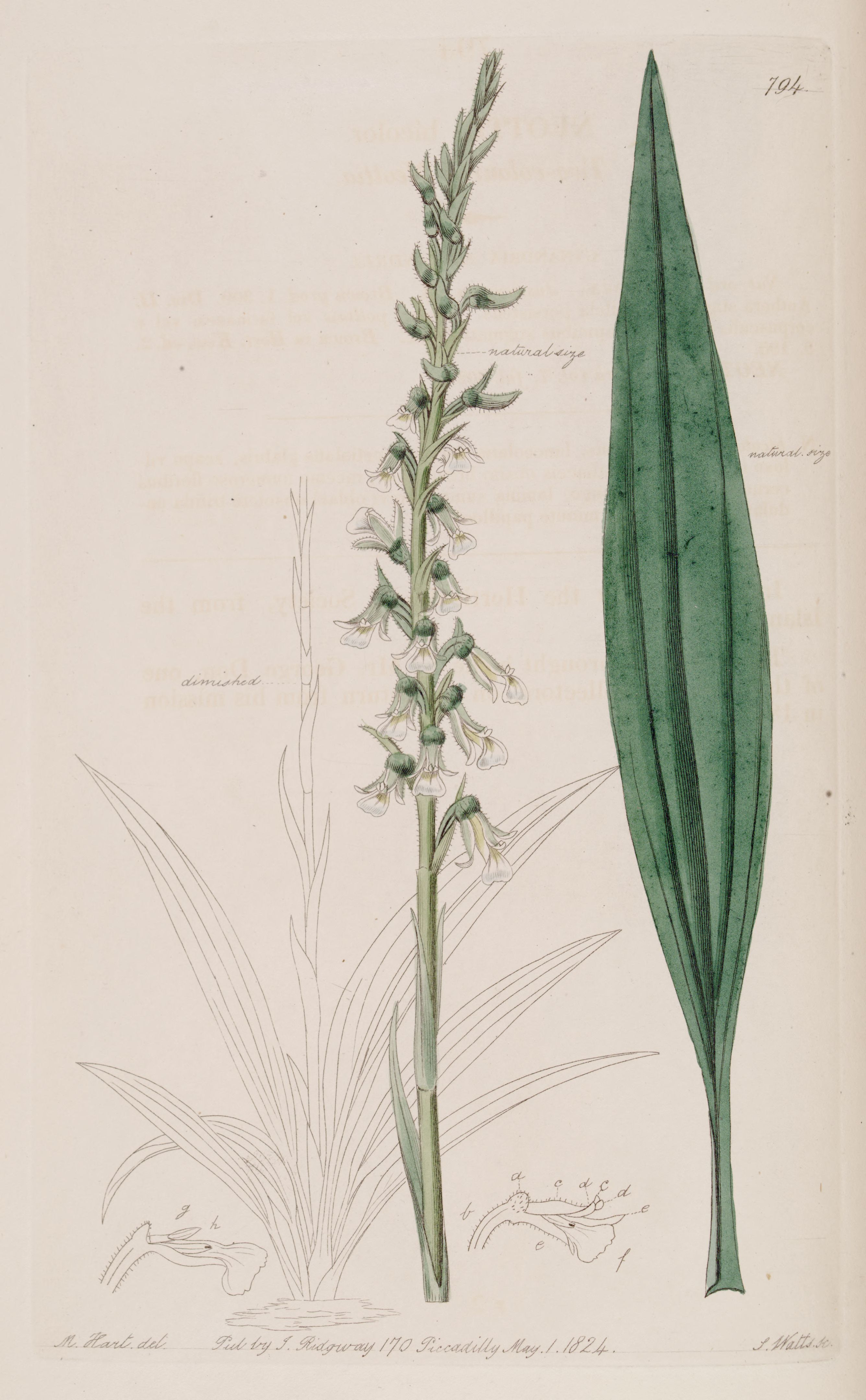

## Dottertaxa tillCyclopogon, i alfabetisk ordning[1]
- Cyclopogon adhaesus
- Cyclopogon alexandrae
- Cyclopogon apricus
- Cyclopogon argyrifolius
- Cyclopogon argyrotaenius
- Cyclopogon bangii
- Cyclopogon bicolor
- Cyclopogon bidentatus
- Cyclopogon calophyllus
- Cyclopogon casanaensis
- Cyclopogon cearensis
- Cyclopogon comosus
- Cyclopogon condoranus
- Cyclopogon congestus
- Cyclopogon cotylolabium
- Cyclopogon cranichoides
- Cyclopogon deminkiorum
- Cyclopogon dressleri
- Cyclopogon dusenii
- Cyclopogon dutrae
- Cyclopogon elatus
- Cyclopogon eldorado
- Cyclopogon elegans
- Cyclopogon ellipticus
- Cyclopogon epiphyticus
- Cyclopogon estradae
- Cyclopogon eugenii
- Cyclopogon fuscofloralis
- Cyclopogon gardneri
- Cyclopogon glabrescens
- Cyclopogon goodyeroides
- Cyclopogon gracilis
- Cyclopogon graciliscapus
- Cyclopogon hatschbachii
- Cyclopogon hennisianus
- Cyclopogon hirtzii
- Cyclopogon iguapensis
- Cyclopogon inaequilaterus
- Cyclopogon itatiaiensis
- Cyclopogon laxiflorus
- Cyclopogon lindleyanus
- Cyclopogon longibracteatus
- Cyclopogon luerorum
- Cyclopogon luteoalbus
- Cyclopogon macer
- Cyclopogon maldonadoanus
- Cyclopogon millei
- Cyclopogon miradorensis
- Cyclopogon monophyllus
- Cyclopogon multiflorus
- Cyclopogon oliganthus
- Cyclopogon olivaceus
- Cyclopogon organensis
- Cyclopogon ovalifolius
- Cyclopogon paludosus
- Cyclopogon papilio
- Cyclopogon pelagalloanus
- Cyclopogon peruvianus
- Cyclopogon plantagineus
- Cyclopogon polyaden
- Cyclopogon prasophylloides
- Cyclopogon prasophyllus
- Cyclopogon pringlei
- Cyclopogon proboscideus
- Cyclopogon pululahuanus
- Cyclopogon rimbachii
- Cyclopogon rotundifolius
- Cyclopogon saccatus
- Cyclopogon secundum
- Cyclopogon sillarensis
- Cyclopogon stenoglossus
- Cyclopogon subalpestris
- Cyclopogon tandapianus
- Cyclopogon taquaremboensis
- Cyclopogon torusus
- Cyclopogon trifasciatus
- Cyclopogon truncatus
- Cyclopogon variegatus
- Cyclopogon warmingii
- Cyclopogon venustus
- Cyclopogon werffii
- Cyclopogon williamsii
- Cyclopogon vittatus